# Neotatea
Neotatea é um género botânico pertencente à família Clusiaceae.

## Espécies
- Neotatea colombiana
- Neotatea duidae
- Neotatea longifolia
- Neotatea neblinae

## Nome e referências
Neotatea Maguire